# عجيبة (قيان)
عجيبة ( ازدرهت عام 1218) شاعر وموسيقيًا قينية، نشطَت في مصر الأيوبية.
كانت عضوًا في الحريم الأيوبي باعتبارها جارية للسلطان الكامل (حكم من عام 1218 إلى عام 1238).
وُصفت عجيبة بأنها مغنية جميلة وموهوبة. وقِيل إن السلطان الأيوبي الرابع الكامل محمد، كان يحبها بشدة. ورُوي أنها كانت تحضر اجتماعاته، خلف الستار. اشتهرت بعزف القيثارة والطبل الإطاري [الإنجليزية].
في الأدب العربي الكلاسيكي، تم تضمينها في كتاب "مسالك الأبصار في ممالك الأمصار" لابن فضل الله العمري (1301-1349)، وهو العمل الرئيس الذي يصف مغنيات القيان المشهورات في التاريخ.